# Kisboldogasszony-templom (Budapest V. kerület)
A Kisboldogasszony-templom, közkeletű nevén egyetemi templom római katolikus templom Budapest belvárosában. A templom 1786-tól a pesti egyetem egykori Hittudományi Karához, majd az abból önállósuló Pázmány Péter Katolikus Egyetemhez tartozik; előtte a pálosok központi temploma volt. A templommal szomszédos épülettömbben működik a Központi Papnevelő Intézet, így a templom liturgikus szolgálatait az intézet papnövendékei és elöljárói látják el. A templom kéttornyú, tornyai egyenként 56 méter magasak.
A templom tornyai láthatóak A Kecskeméti utca a Kálvin tér felől fotózva című dagerrotípián, amely 1844 körül készült. Ez a ma ismert legrégebbi fénykép Pestről.

## Története
A templomot az egyetlen magyar alapítású szerzetesrend, a pálosok rendje emelte. A pálosok 1686-ban, Buda török alóli felszabadítása után költöztek Pestre, és vásárolták meg az egykori mecsetet néhány szomszédos házzal. Az ő történetük és lelkiségük ihlette a templom műalkotásait. A rendház 1715 és 1742 között épült. A lebontott dzsámi helyére a jelenlegi templom alapkövét 1723-ban rakták le. Építésze valószínűleg Mayerhoffer András volt, a magyar egyházi és világi barokk építészet egyik legtehetségesebb alakja. A külső munkálatok (kapu, két torony) és belső berendezések (padok, szószék, főoltár és freskók) csak 1770-ben készültek el.
A pálos rend 1786. évi feloszlatása után a templom a pesti egyetem tulajdona lett.
A templom szószékén állva esett össze 1927. április 1-jén Prohászka Ottokár székesfehérvári püspök. Emlékére minden év április 1-jén a székesfehérvári megyés püspök mutat be szentmisét.
1961-ben a templomot felújították.
Az egyetemi templom felújítására egy 2017. novemberi kormányhatározat 1,5 milliárd forintot biztosított. A felújítás 2019 májusában kezdődött, és a teljes külső megújulás mellett a fűtés és világítás korszerűsítésére, valamint egyes festmények restaurálására is sor kerül.

## Épület

### Külső kép
A templom főhomlokzata három részre tagozódik. A háromszögű oromzat csúcsán a pálos címer, a tornyok és a háromszög között bal oldalon Remete Szent Pál, jobbra Remete Szent Antal áll.

### Berendezés
Dúsan faragott kapu vezet a harmonikus, egyhajós, kétoldalt kápolnák sorával kísért belső térbe. A falakat műmárvány fedi. A boltozatok érett barokk freskói a világszerte ismert Johann Bergl munkái. A főoltár Mária születését ábrázoló mozgalmas szoborcsoportja Conti Antal Lipót műve, freskója Mária mennybemenetelét ábrázolja. Sekrestye felőli oldalán a három oszlop között Remete Szent Antal áll, vele szemben Remete Szent Pál, jellegzetes pálmaháncs köpenyében – Hebenstreiter József alkotásai. A remekművű szószék figurális díszei valószínűleg Conti Lipót Antaltól származnak. A tölgyfából készült padok dús díszítései, különböző jeleneteket ábrázoló táblaintarziái külön figyelmet érdemelnek.

### Harangjai
4 harangja van:
- Magyarok Nagyasszonya-nagyharang:

1000 kg-os, 119 cm alsó átmérőjű, e1 hangú
Felirata: 
"PATRONA HUNGARIAE SEDES SAPIENTIAE STUDIO SAE JUVENTAE VITAM MORES DIRICE IN COELESTI PATRIA FILIUM TUUM MONSTRA. 1926." 
"FUDIT FRANCISCUS WALSER BUDAPESTINI"
Másik oldalon:
"PATRONA HUNGARIAE EX AERE FUNDI UNIVERSITATIS DISPONENTE MINISTRO CULTUS CUNONE COMITE KLEBELSBERG."
Kép: Szűz Mária a kis Jézussal a karján
- Szent József-harang:

550 kg-os, 100,5 cm alsó átmérőjű, g1 hangú
Felirata: 
"PATROCINIUM TUUM SANCTE JOSEPH CONFREGIT POTESATES CHRISTO PATRIAEQUE INIMICAS TUTELA TUA SUFFULTI EXSPECTAMUS MELIORA REGNI NOSTRI TEMPORA 1926." 
"FUDIT FRANCISCUS WALSER BUDAPESTINI"
Másik oldalon:
"SANCTUS JOSEPHUS EX AERE FUNDI UNIVERSITATIS DISPONENTE MINISTRO CULTUS CUNONE COMITE KLEBELSBERG."
Kép: Szent József
- Szent Pál-harang:

250 kg-os, 80 cm alsó átmérőjű, h1 hangú.
Felirata: 
"HAEREDITATE TUA GRATI FRUENTES ROGAMUS TE SANCTE PAULE PATRIARCHA EREMITARUM RESUSCITA IN NOBIS TUI ORDINIS INGENITUM PERFECTIONIS STUDIUM. 1926." 
"FUDIT FRANCISCUS WALSER BUDAPESTINI"
Másik oldalon:
"SANCTUS PAULUS EX AERE FUNDI UNIVERSITATIS DISPONENTE MINISTRO CULTUS CUNONE COMITE KLEBELSBERG."
Kép: Szent Pál
- Szent János-lélekharang:

170 kg-os, 71 cm alsó átmérőjű, cisz2 hangú.
Felirata: 
"UT QUEANT LAXIS RESONARE FIBRIS MIRA GESTORUM FAMULI TUORUM SOLUE POLLUTI LABII REATUM SANCTE JOANNES 1926." 
"FUDIT FRANCISCUS WALSER BUDAPESTINI"
Másik oldalon: "SANCTUS JOANNES EX AERE FUNDI UNIVERSITATIS DISPONENTE MINISTRO CULTUS CUNONE COMITE KLEBELSBERG."
Kép: Szent János
Mind a 4 harang a nyugati (jobb oldali) toronyban van elhelyezve, itt még egy kisebb harang (kb. 80 kg, fisz2 hangú) lakott, amelyet a második világháborúban hadi célokra elvittek. A másik torony üres, ebben pedig a templom legnagyobb harangja (kb. 1800 kg, cisz1 hangú) volt elhelyezve, mely szintén a világháború martalékává vált. Pótlása azóta sem történt meg.
Harangozási rend: Délben a nagyharang hallható. Este először a Szent József-harang szól úrangyalára, majd a Szent János-harang lélekharangként. Kisebb szentmisék kezdetekor hétköznap a három kisebb harang (Szent József, Szent Pál, Szent János) triója szól, míg a szombati esti, vasárnapi és ünnepi misék kezdetekor a négy harang együtt hallható. 
A Magyar Rádióban felcsendülő első déli harangszót 1928. április 1-jén ebből a templomból közvetítették.

## Galéria

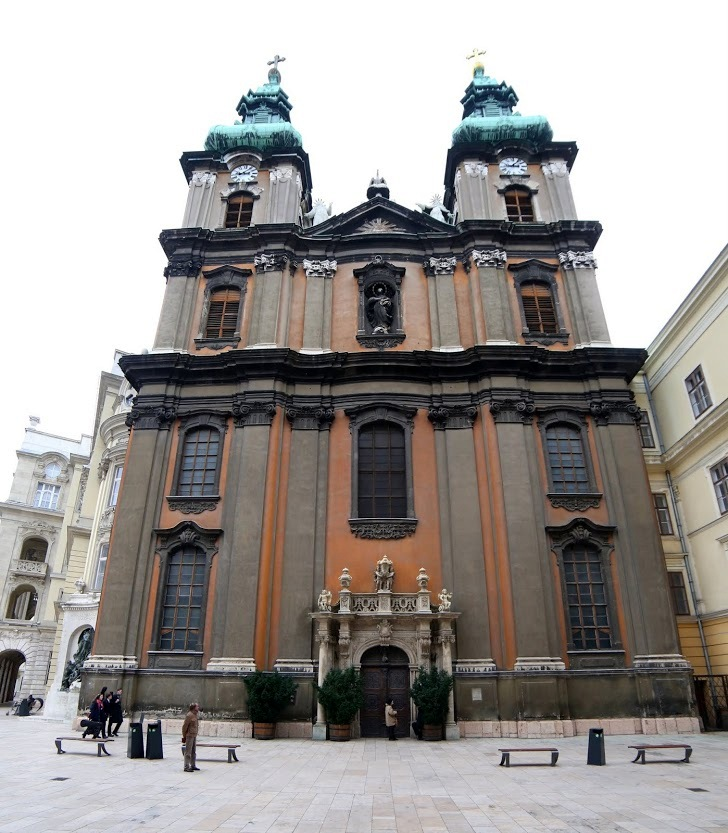
A Papnövelde utca felől
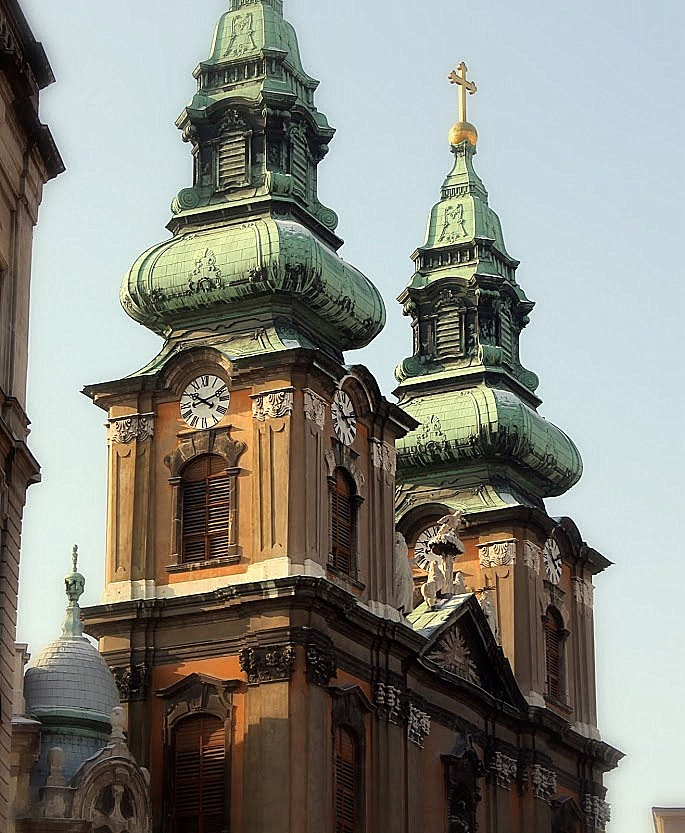
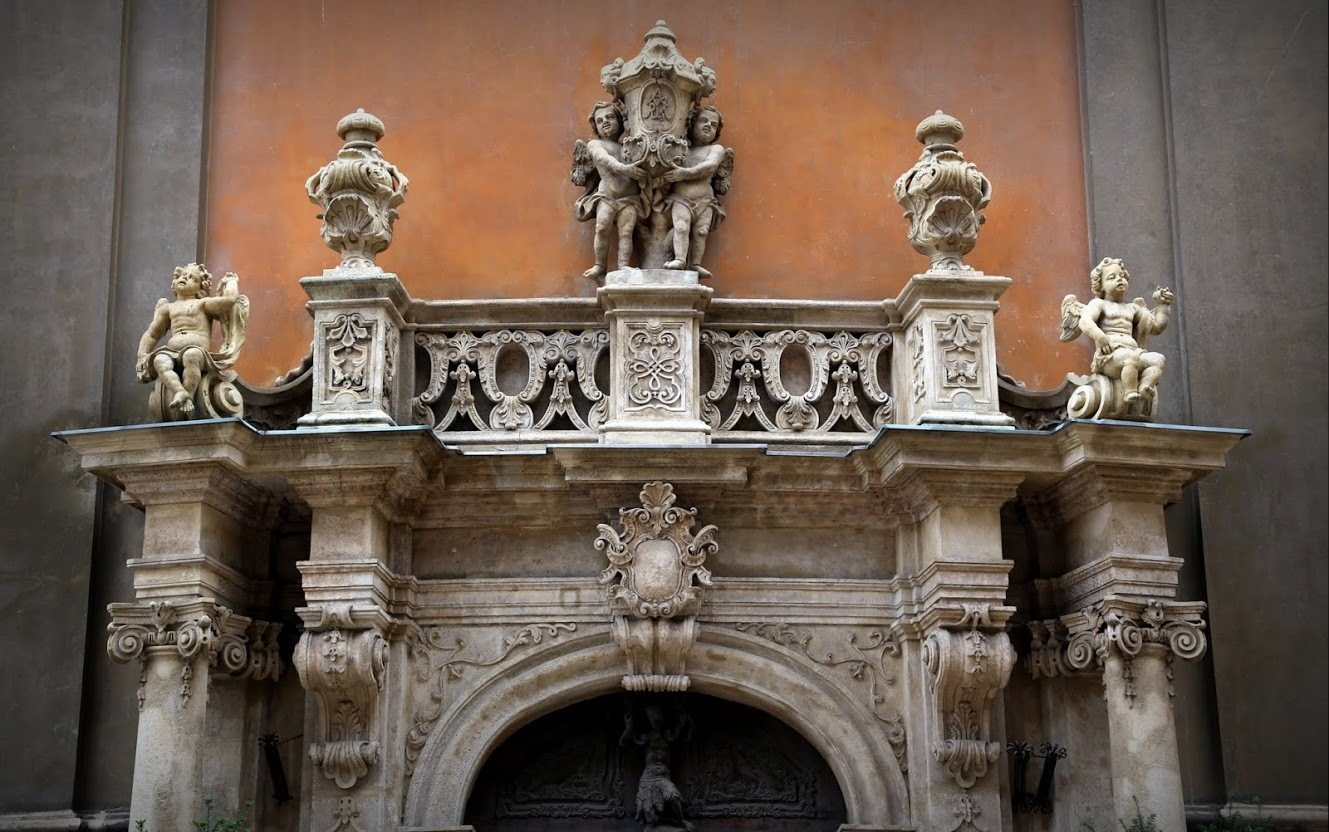
Díszes főbejárat
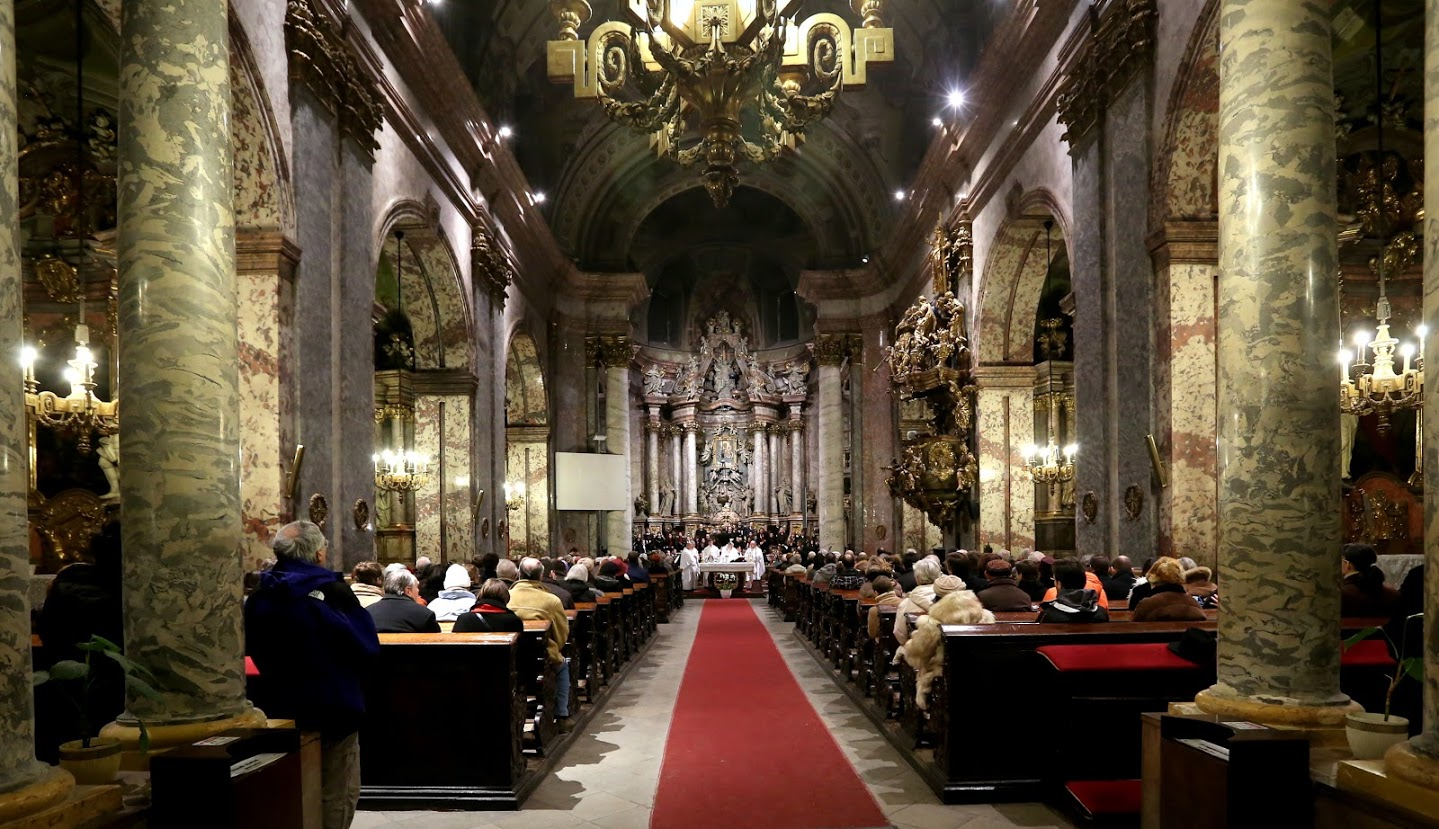
Ünnepi szentmise
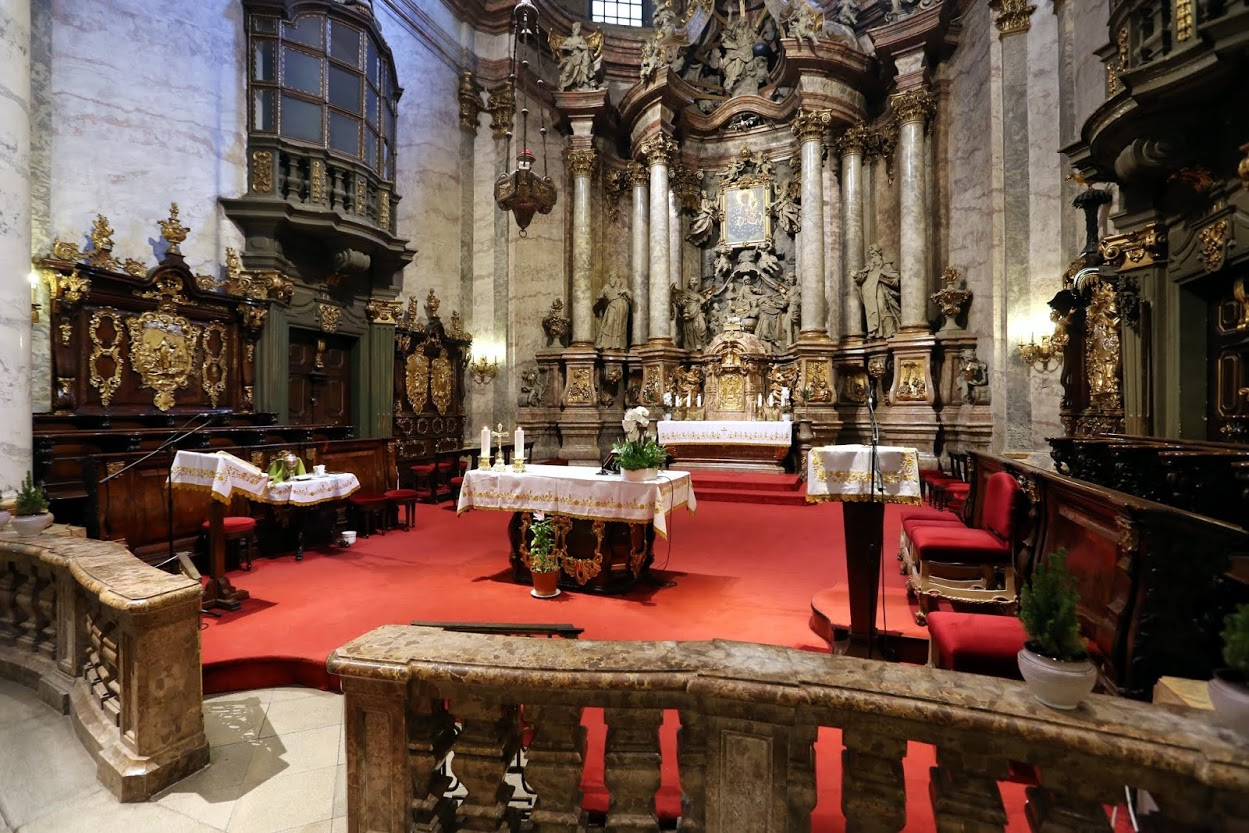
Szentély
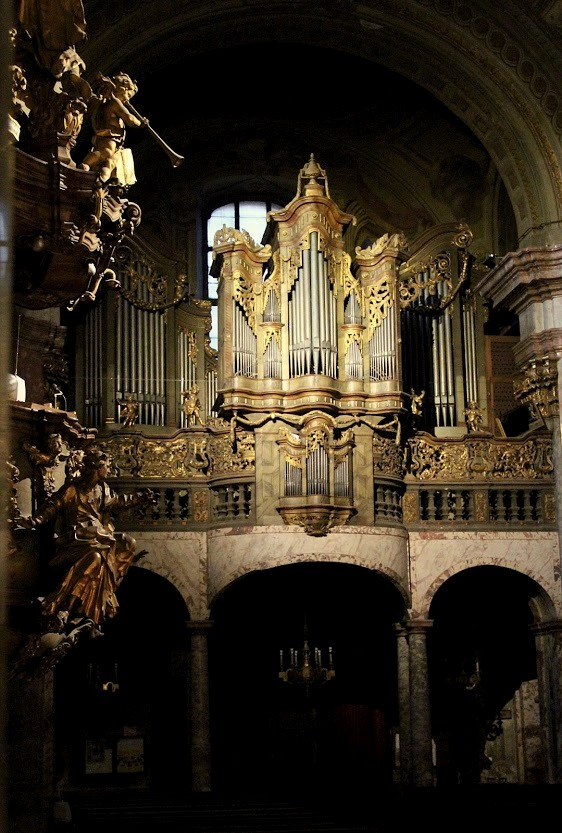
Orgona
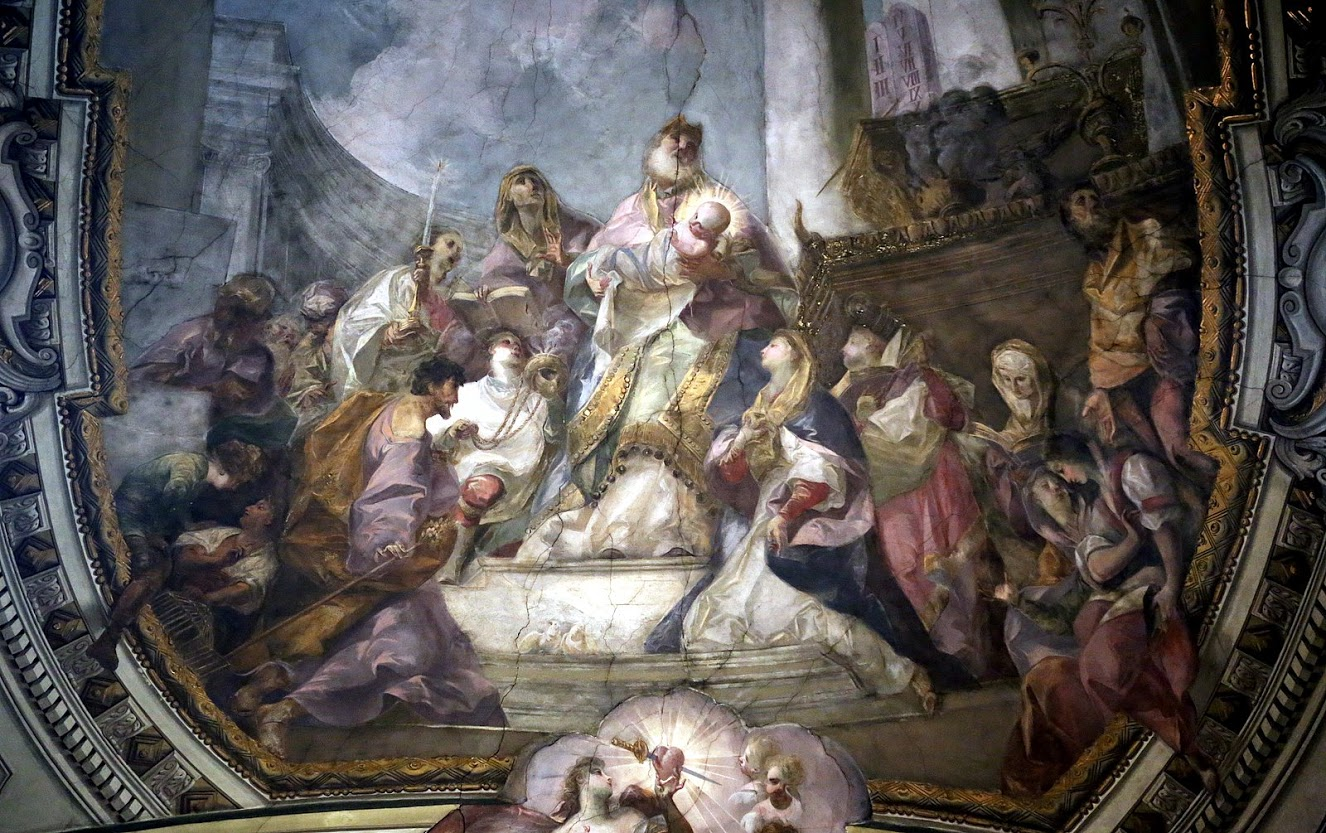
Mennyezeti falkép
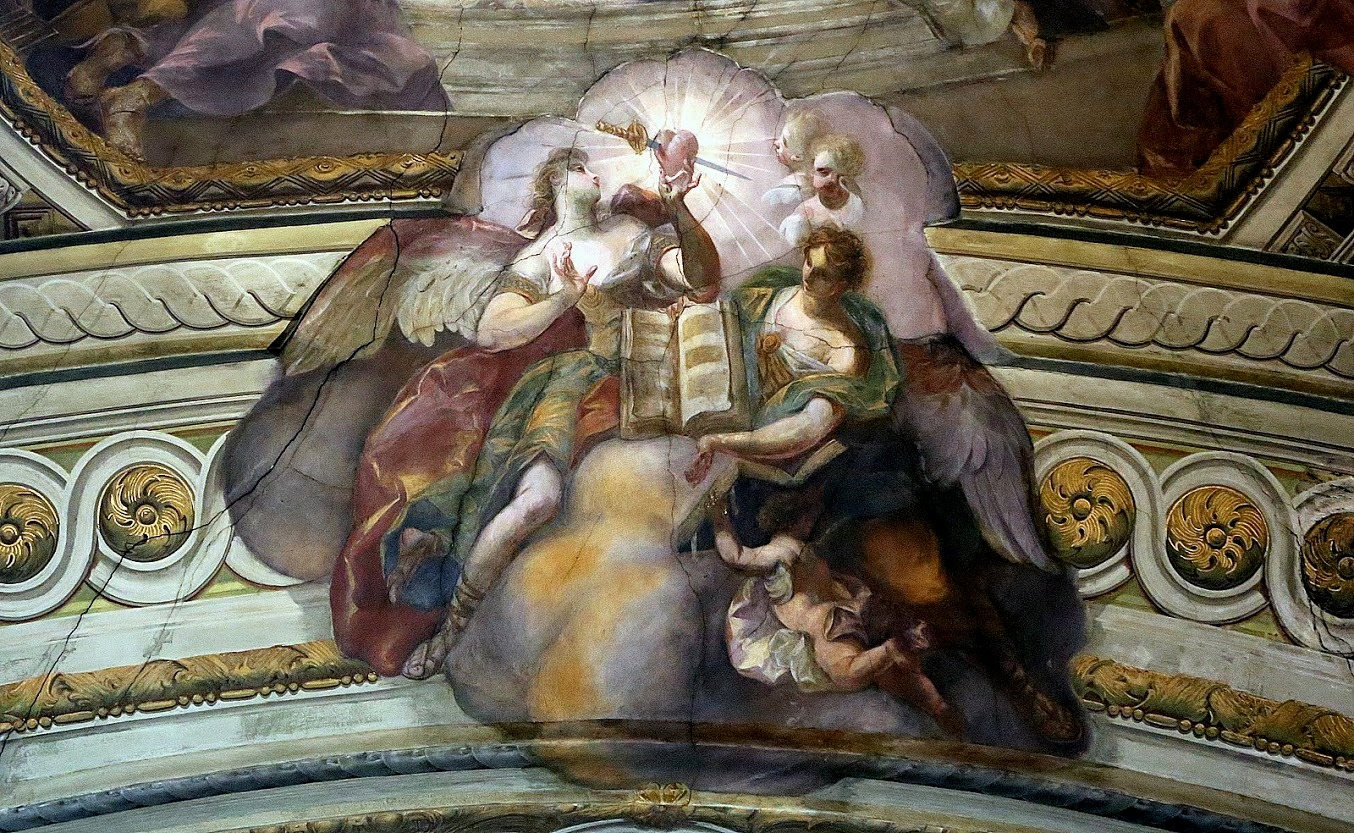
Mennyezeti falkép
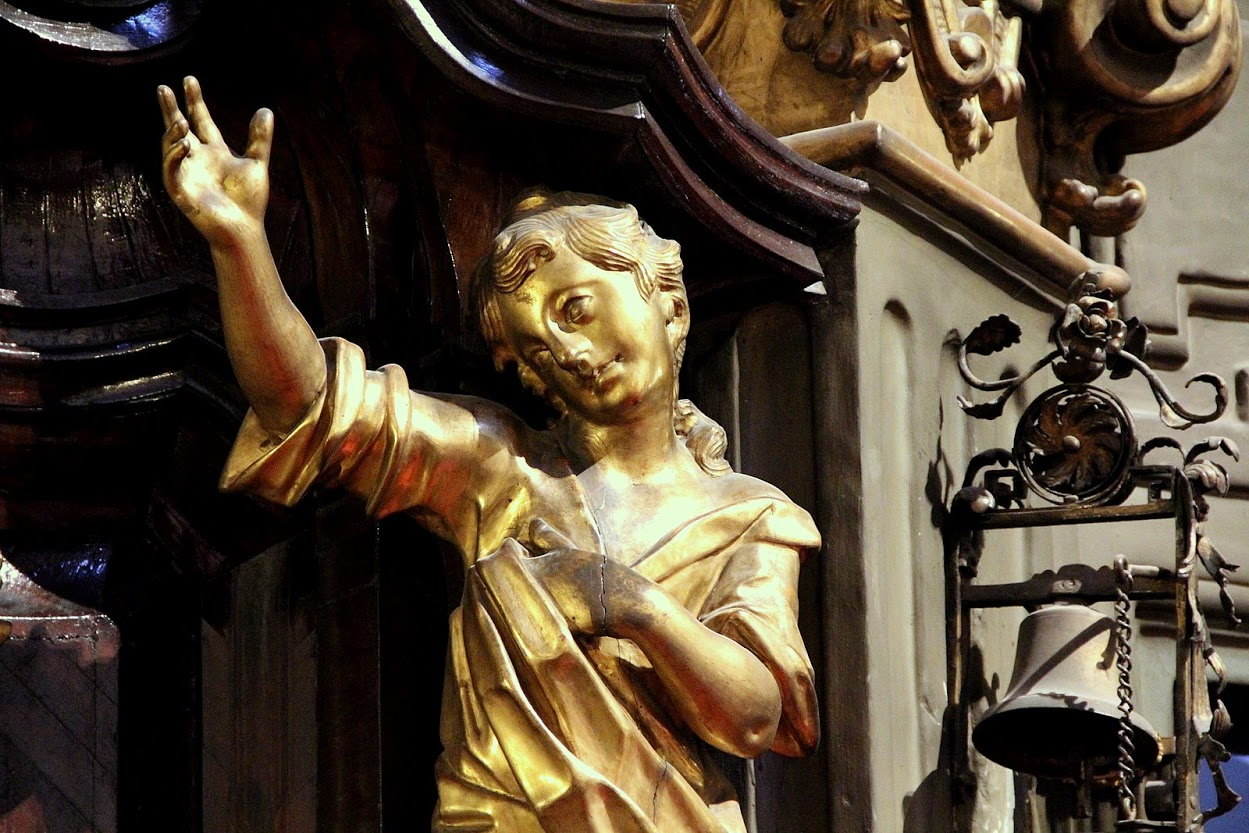
Faragott díszítés a szentélyben
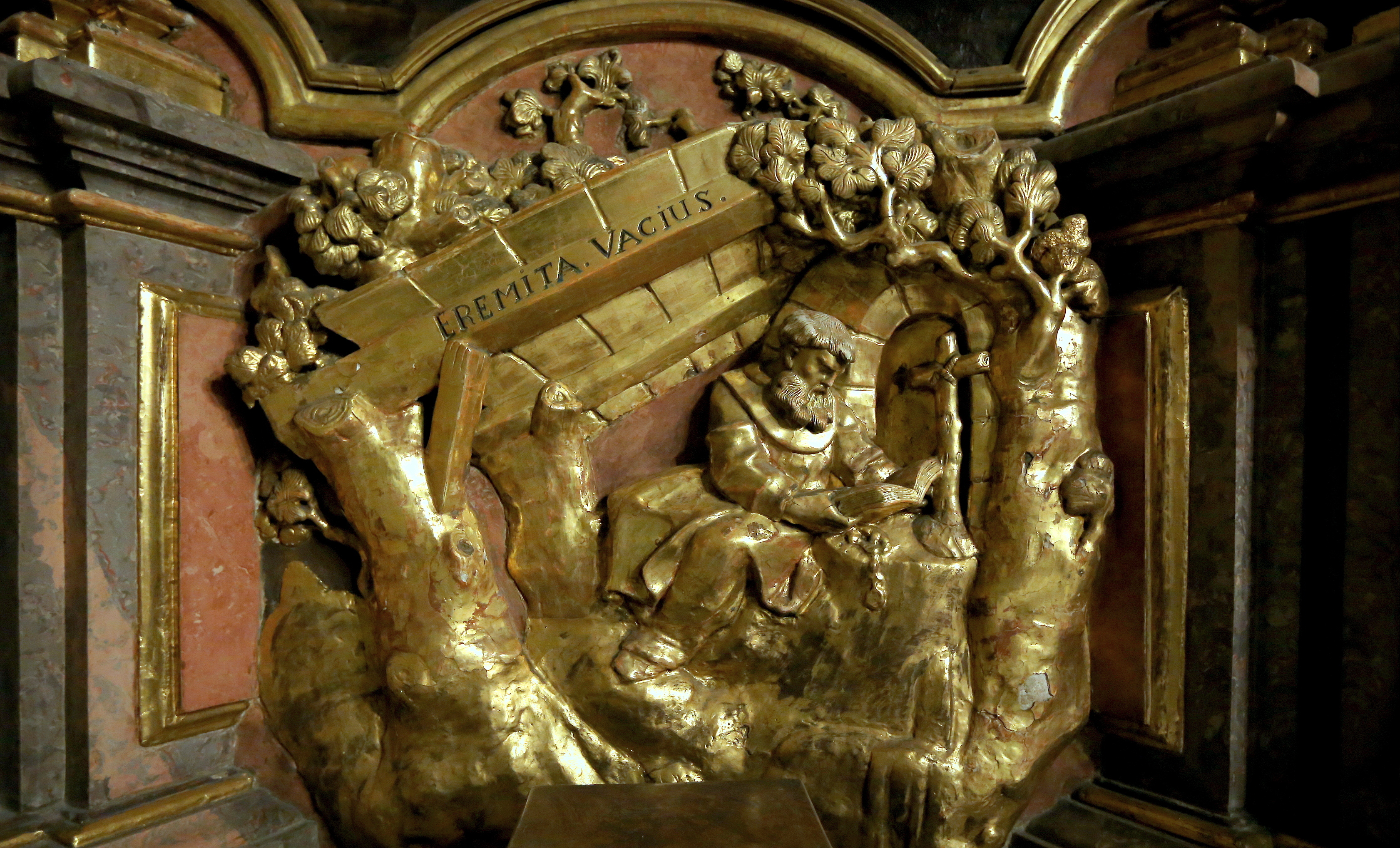
Mellékoltár, faragott dísz
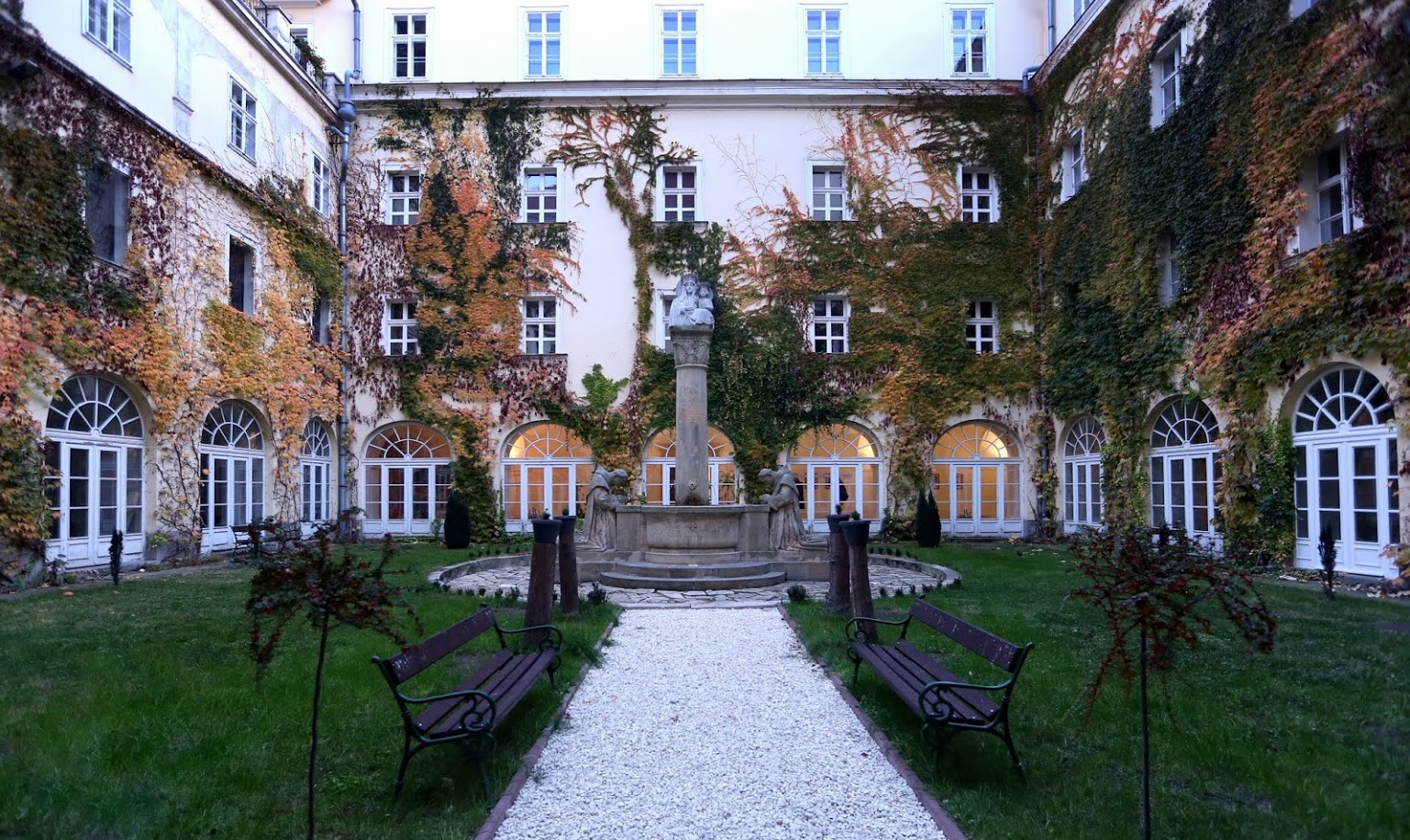
Kerengő-udvar
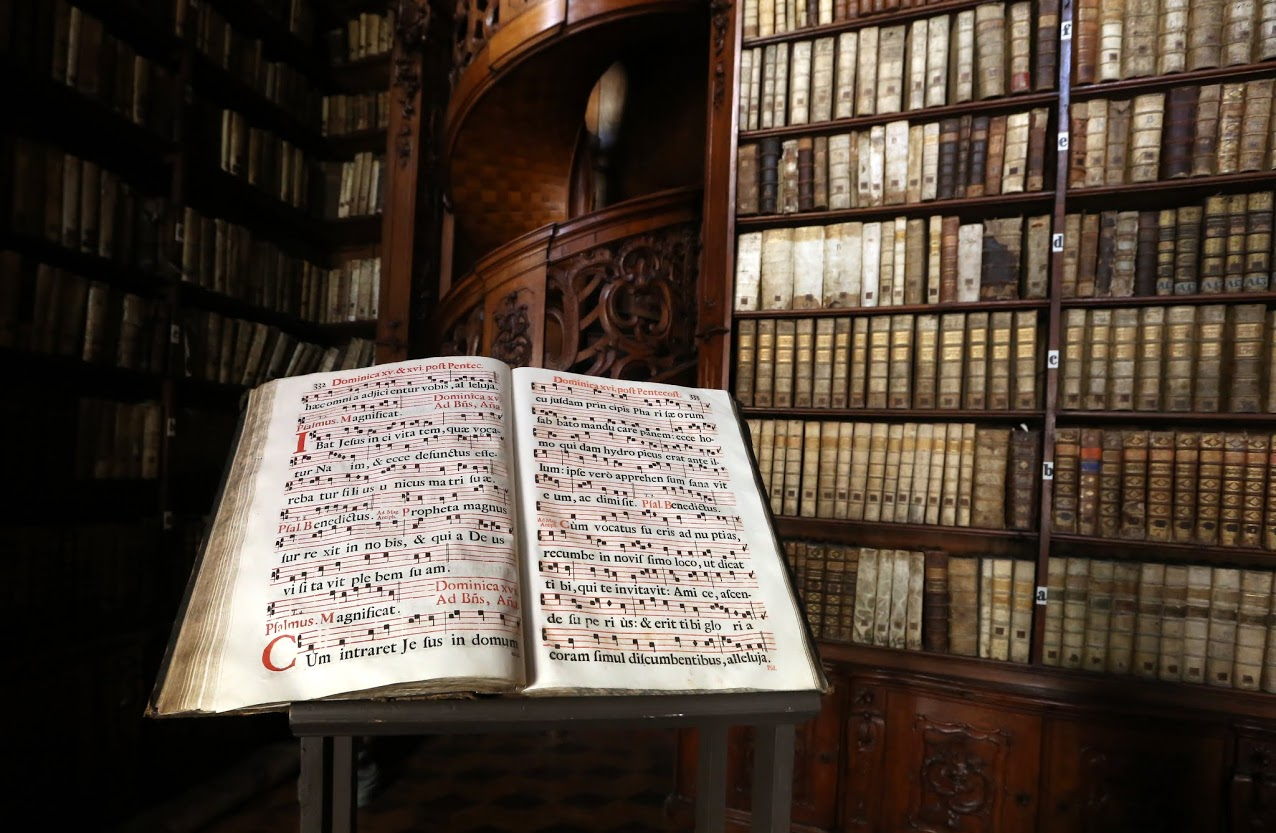
Könyvtár
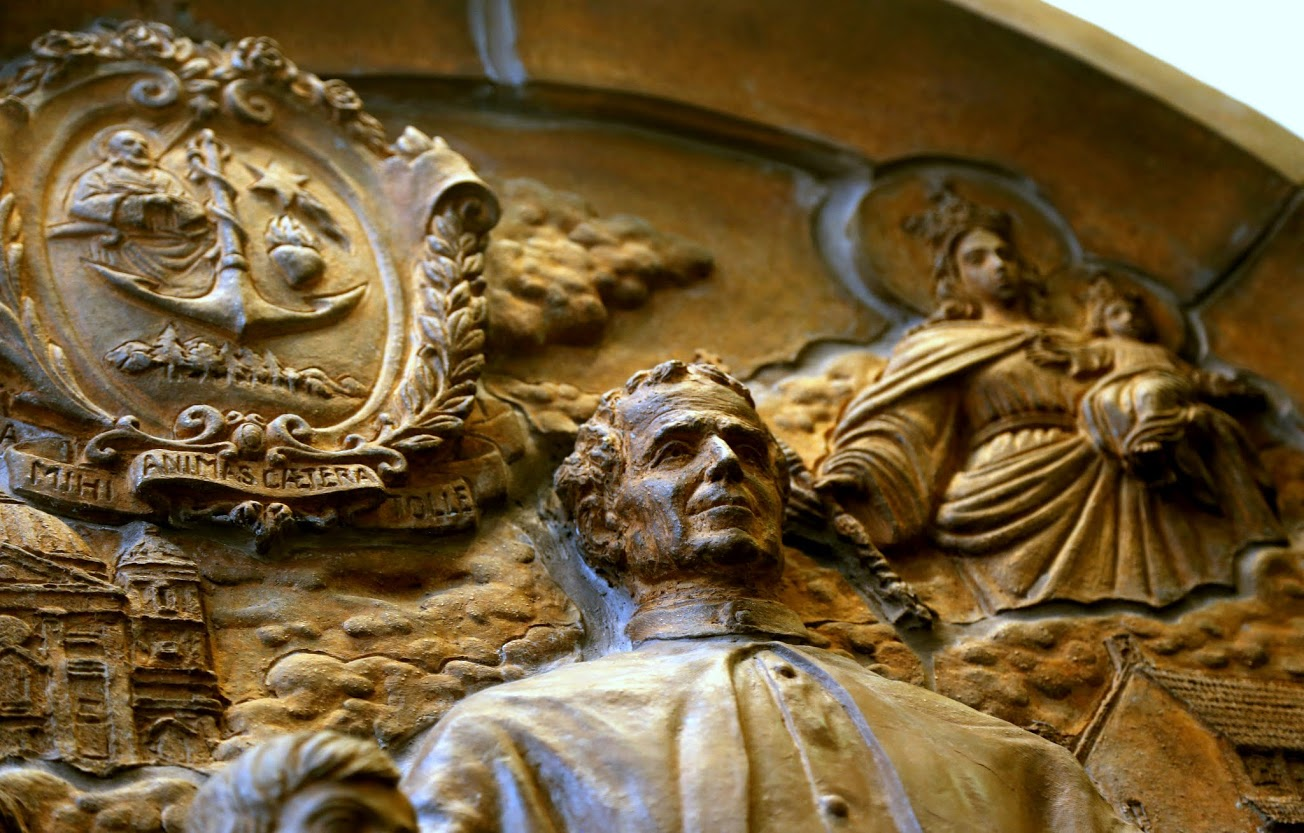
Don Bosco dombormű részlete
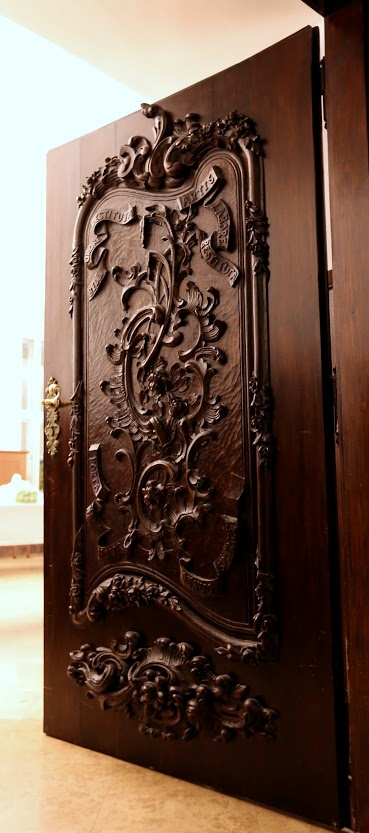
Díszes ajtó – refektórium
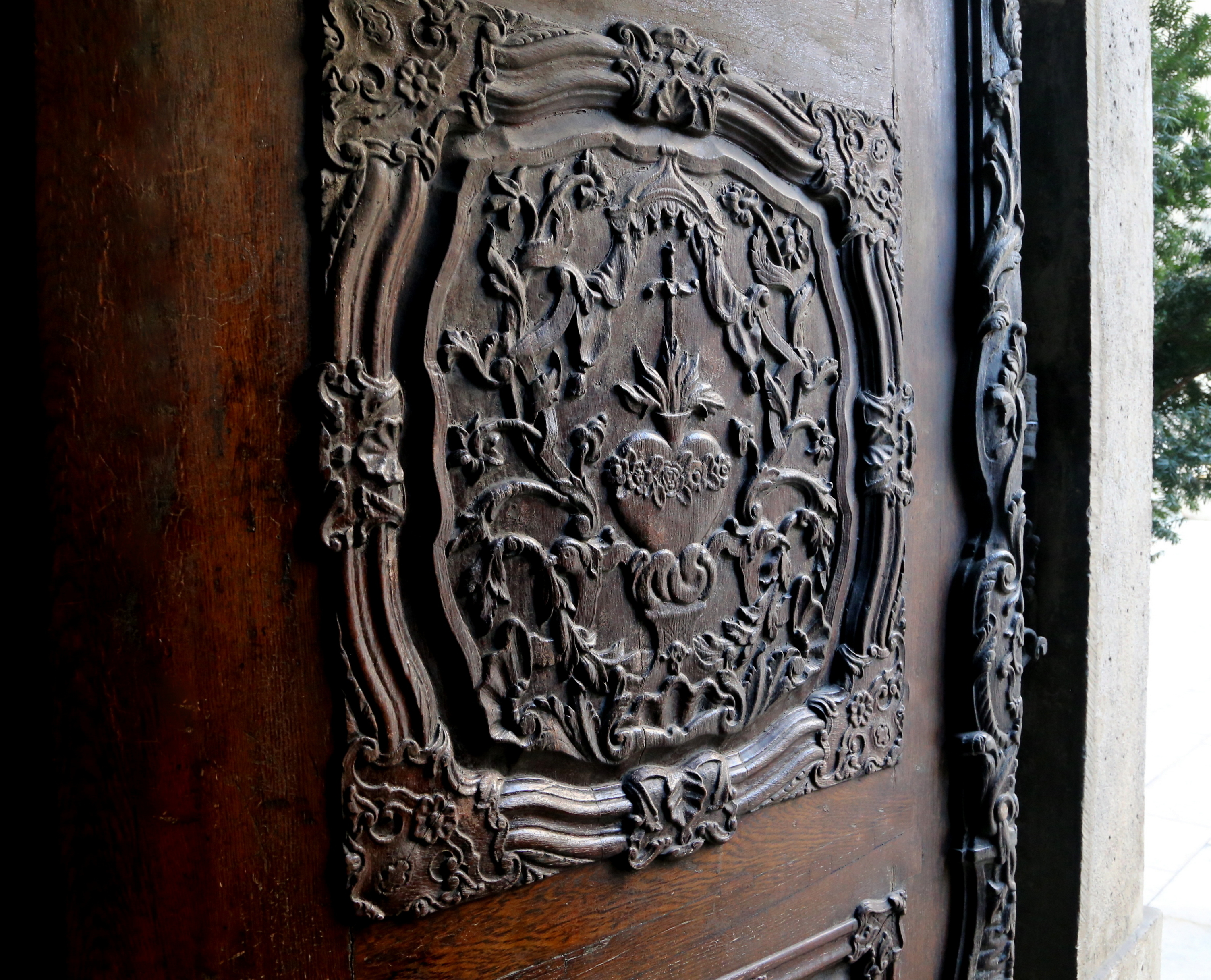
Díszesen faragott ajtó – a templom főbejárata